# Seguridad hídrica

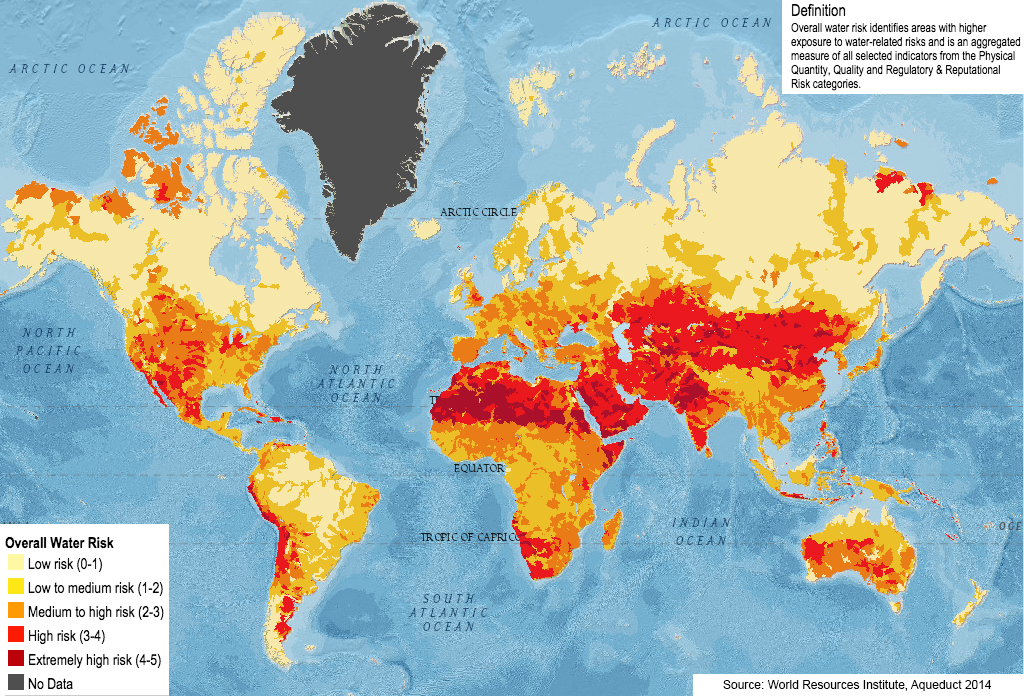
Visión global de la exposición local a los riesgos relacionados con el agua. Medida agregada de riesgos cuantitativos, cualitativos, regulatorios y basados en el mercado para la disponibilidad local de suministro de agua adecuado, así como el riesgo de inundaciones.

La seguridad hídrica ha sido definida como "la disponibilidad confiable de una cantidad y calidad aceptables de agua para la salud, los medios de vida y la producción, junto con un nivel aceptable de riesgos relacionados con el agua". La seguridad hídrica existe cuando la escasez de agua es inexistente o se ha reducido o eliminado respecto de una situación previa, y en la medida en que las inundaciones y la contaminación de los suministros de agua dulce no son una amenaza. La seguridad hídrica es parte del desarrollo sostenible, por su importancia en la calidad de vida de las personas de una región. Las mujeres, los niños y los adultos mayores son más susceptibles a los impactos de la inseguridad en la provisión de recursos hídricos.
Las áreas del mundo que tienen más probabilidades de tener inseguridad hídrica son lugares con escasas precipitaciones, lugares con un rápido crecimiento de la población en un área con escasez de agua dulce y áreas con competencia internacional por una fuente de agua. En regiones con problemas de seguridad hídrica y cierta escasez de agua, los cambios en el entorno local y global pueden conducir a regulaciones legales más intensas sobre el agua. Países con un alto consumo de agua, como Estados Unidos y China, tienen varias regulaciones sobre el uso del agua. Los conflictos internacionales e intranacionales por el agua han sido mediados durante mucho tiempo por regulaciones y tratados, pero cada vez existen más conflictos alrededor de la gestión del agua.

## Definiciones y escala
La seguridad hídrica se logra cuando hay suficiente agua para todos en una región y el suministro de agua no corre el riesgo de desaparecer. ONU-Agua considera tanto la cantidad como la calidad del agua accesible para describir la seguridad hídrica. El agua debe ser provista en cantidad suficiente para permitir medios de vida sostenibles y el desarrollo socioeconómico, y debe gestionarse lo suficientemente bien para evitar la contaminación y los desastres transmitidos por el agua, así como para preservar los ecosistemas relacionados con el agua.
Según el Instituto del Pacífico, "Si bien los impactos regionales variarán, el cambio climático global alterará potencialmente la productividad agrícola, la disponibilidad y calidad del agua dulce, el acceso a minerales vitales, las inundaciones costeras e insulares, y más. Entre las consecuencias de estos impactos estarán los desafíos a las relaciones políticas, el realineamiento de los mercados energéticos y las economías regionales y las amenazas a la seguridad".
La seguridad hídrica afecta a regiones, estados y países. Existen tensiones entre los usuarios del agua río arriba y río abajo dentro de las jurisdicciones individuales.
Según Nature (2010), aproximadamente el 80% de la población mundial (5.600 millones en 2011) vive en áreas con amenazas a la seguridad hídrica. La seguridad del agua es una amenaza compartida para los seres humanos y la naturaleza. Las estrategias humanas de manejo del agua pueden ser perjudiciales para la vida silvestre, como los peces migratorios. Las regiones con agricultura intensiva y poblaciones densas, como Estados Unidos y Europa, tienen una gran amenaza para la seguridad del agua. El agua se utiliza cada vez más como arma en los conflictos. La inseguridad hídrica siempre va acompañada de uno o más problemas como la pobreza, la guerra y los conflictos, la falta de oportunidades para las mujeres y la degradación ambiental. Distintos investigadores estiman que durante 2010-2015, se necesitarán aproximadamente 800.000 millones de dólares para cubrir la inversión mundial anual en infraestructura hídrica. Una buena gestión de los recursos hídricos puede permitir proteger de manera conjunta la biodiversidad y la seguridad hídrica humana. La preservación de las llanuras aluviales en lugar de la construcción de reservorios para el control de inundaciones proporcionaría una forma rentable de controlar las inundaciones al mismo tiempo que se protege la biodiversidad de la vida silvestre que ocupa esas áreas.
El término seguridad hídrica engloba ideas y conceptos relacionados con la sostenibilidad, integración y adaptabilidad de la gestión de los recursos hídricos. Hay cuatro áreas clave de enfoque: aumentar el bienestar económico, mejorar la equidad social, avanzar hacia la sostenibilidad a largo plazo y reducir los riesgos relacionados con el agua. Los riesgos pueden clasificarse además como peligros (sequías, inundaciones y deterioro de la calidad), exposición y vulnerabilidad. En ocasiones se busca la seguridad hídrica mediante la implementación de sistemas de desalinización del agua, tuberías entre fuentes y usuarios, licencias de agua con diferentes niveles de seguridad y guerra.
La seguridad hídrica urbana podría entenderse desde una perspectiva de sistemas, dada su complejidad y naturaleza transversal. Esto implica comprender los tipos de presiones sobre el sistema de agua (como el cambio climático y la urbanización), el estado del sistema de agua (reservas y flujos de agua), el impacto del sistema de agua en la provisión de servicios de agua (como la asequibilidad y la disponibilidad), y las respuestas (incluidas las reformas institucionales).
La asignación de agua entre usuarios competidores está cada vez más determinada por la aplicación de precios basados en el mercado para las licencias de agua o el agua real.

## Agua dulce
El agua, en términos absolutos, no escasea en todo el planeta. Pero, según la organización del agua de las Naciones Unidas, ONU-Agua, el suministro total de agua dulce utilizable para los ecosistemas y los seres humanos es de solo 200.000. km 3 de agua: menos del uno por ciento (<1%) de todos los recursos de agua dulce. El agua dulce utilizable incluye el agua no contaminada o degradada por productos químicos que alteran el agua, como las aguas residuales o cualquier otro producto químico nocivo de uso previo continuo. En el siglo XX, el uso del agua ha crecido a más del doble de la tasa de aumento de la población. Específicamente, se prevé que las extracciones de agua aumenten en un 50 por ciento para 2025 en los países en desarrollo y en un 18 por ciento en los países desarrollados. Se ha pronosticado que  África tendrá entre 75 y 250 millones de habitantes sin acceso a agua potable. Para 2025, 1.800 millones de personas vivirán en países o regiones con escasez absoluta de agua, y dos tercios de la población mundial podrían estar en condiciones de estrés hídrico. Para el 2050, más de la mitad de la población mundial vivirá en áreas con escasez de agua, y otros mil millones podrían carecer de agua suficiente, según investigadores del MIT.
La Tierra tiene un suministro limitado aunque renovable de agua dulce, almacenada en acuíferos, aguas superficiales y la atmósfera. Los océanos son una buena fuente de agua utilizable, pero la cantidad de energía necesaria para convertir el agua salina en agua potable es prohibitiva con los enfoques convencionales, lo que explica por qué solo una fracción muy pequeña del suministro de agua del mundo se deriva de la desalinización. Sin embargo, las tecnologías modernas, como el invernadero de agua de mar, utilizan energía solar para desalinizar el agua de mar para usos agrícolas y para beber de una manera extremadamente rentable.